# Giorgio Perfetti
Giorgio  Perfetti är en italiensk affärsman som är en av två delägare för världens tredje största konfektyrproducent i den nederländska Perfetti Van Melle.
Den amerikanska ekonomitidskriften Forbes rankar Giorgio Perfetti och hans bror Augusto Perfetti som världens 260:e rikaste med en gemensam förmögenhet på $5,9 miljarder för den 27 oktober 2018.